# Sátiro

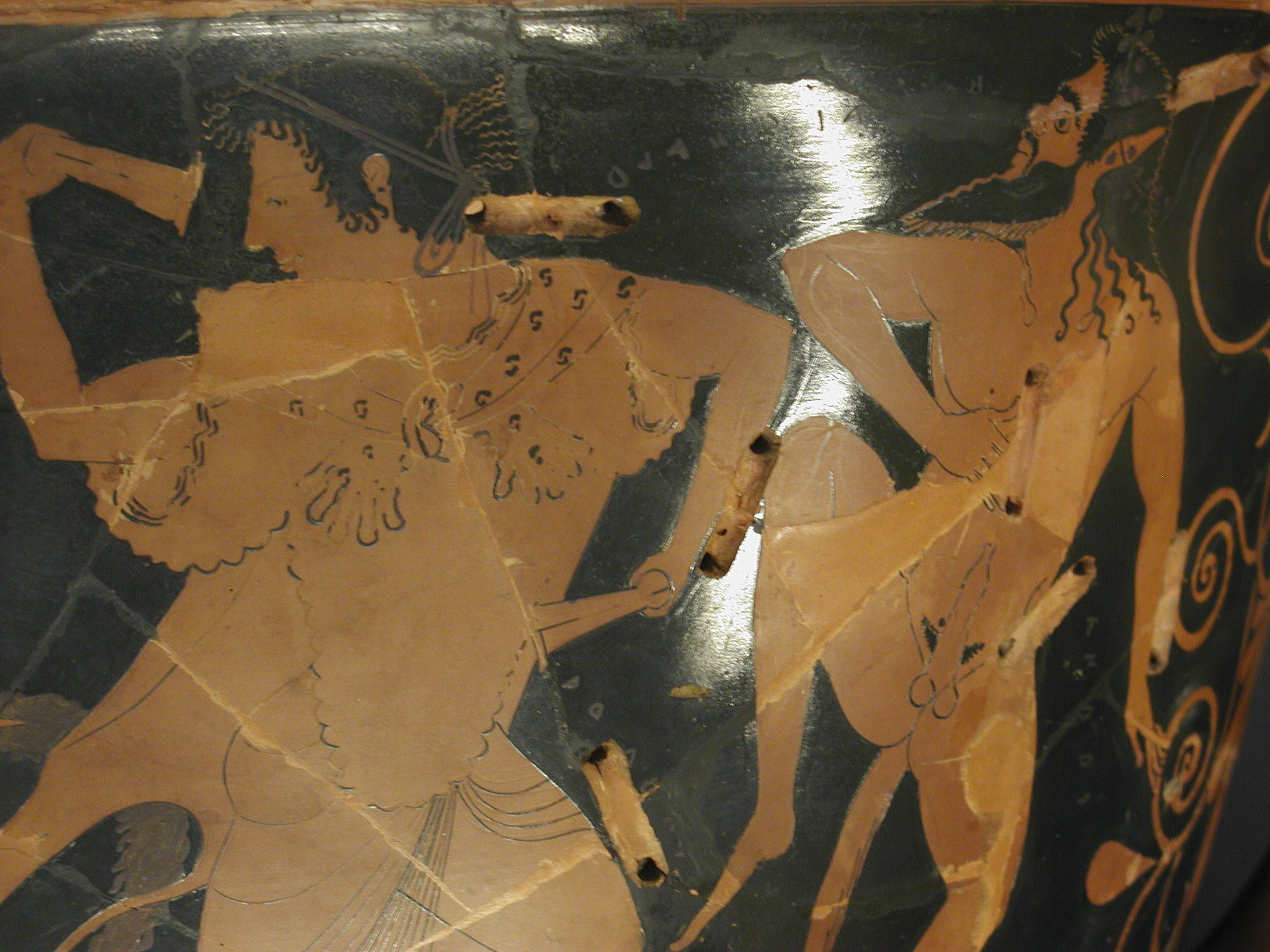
Um sátiro com uma cauda e pênis ereto num cílice, Eufrônio, 510–500 a.C., Atenas

Sátiro (em grego, Σάτυρος — Sátyros), na mitologia grega, era um ser da natureza com o corpo metade humano e metade bode. Equivale ao fauno da mitologia romana.

## História
Na mitologia dos povos gregos, os sátiros (em grego, Σάτυροι, Sátyroi.) são divindades menores da natureza com o aspecto de homens com cauda e orelhas de asno ou cabrito, pequenos chifres na testa, narizes achatados, lábios grossos, barbas longas.
Normalmente eram-lhes consagrados o pinho e a oliveira e apesar de serem divinos, não eram imortais.
Viviam nos campos e bosques e tinham frequentes relações sexuais com as ninfas (principalmente as Mênades, que a eles se juntavam no cortejo de Dioniso).